# Tektyty

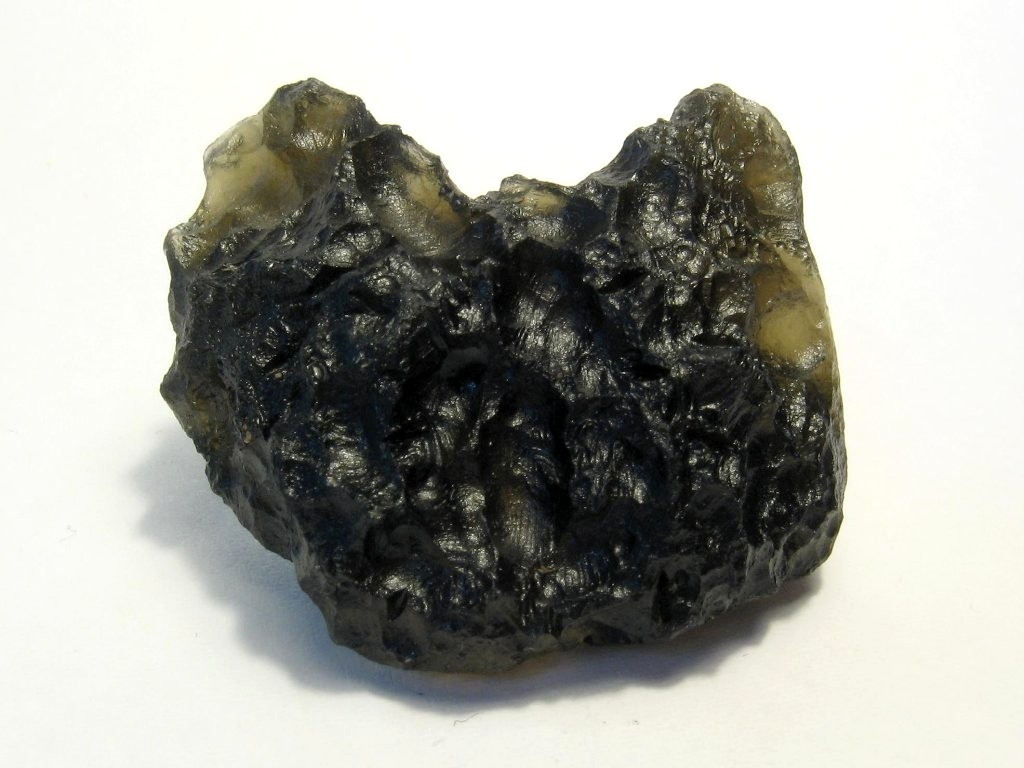
Mołdawit z Czech

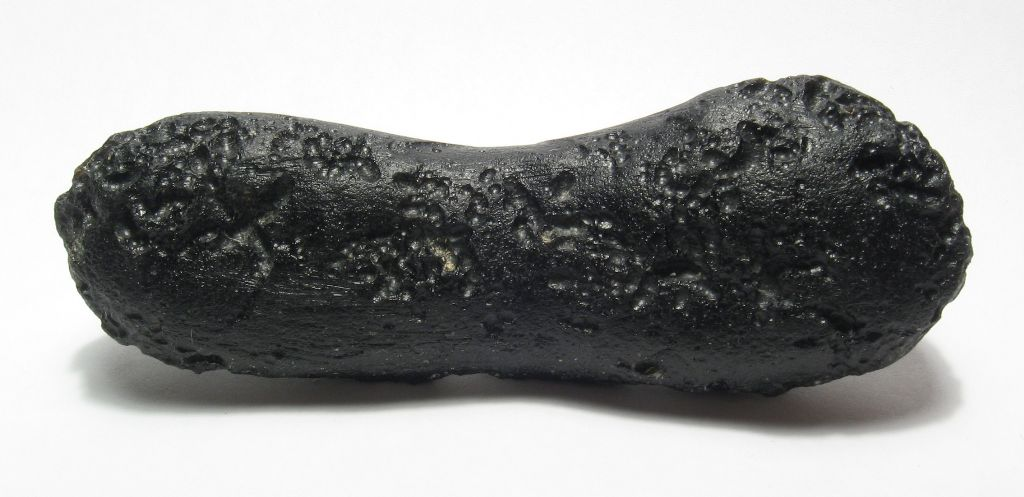
tektyt z Chin

Tektyty, empiryty – okruchy, bryłki, zasobnego w krzemionkę naturalnego szkliwa o niejasnym pochodzeniu, koloru zielonego, brązowego lub czarnego przyjmującego kształt kilkucentymetrowej kropli.
Nazwa pochodzi od gr. τηκτός, tektos = stopiony.

## Poglądy na pochodzenie tektytów
1. Według przeważających poglądów – bryłki powstałe ze skał stopionych podczas uderzenia bolidu w powierzchnię Ziemi. Występujące tam skały (a prawdopodobnie i fragmenty meteorytu) stopiły się i zostały wyrzucone w różnych kierunkach, czasami nawet dość daleko od miejsca zderzenia.
2. Według innej hipotezy tektyty są szklistymi meteorytami, które przechodząc przez atmosferę ziemską najpierw topiły się, a następnie zestalały.
3. Tektyty mogą być pochodzenia wulkanicznego – produktami erupcji wulkanicznej na Ziemi lub na Księżycu.
4. Tektyty mogą być produktami działalności człowieka[potrzebny przypis].

## Właściwości
- najczęściej przyjmują formę kulistą, choć mogą przyjmować różne kształty,
- powierzchnię mają nierówną – pobrużdżoną, pęcherzykowatą, poszarpaną,
- często wykazują budowę fluidalną (z płynięcia),
- są zbudowane z substancji amorficznej zasobnej w krzemionkę (70-80% SiO2), glinkę (11 – 15% Al2O3), alkalia (ok. 3,3 – 4% Na2O i K2O),
- zawierają niewielkie domieszki wapnia, żelaza, magnezu, manganu, tytanu i wtrącenia stale, ciekłe i gazowe,
- są zazwyczaj zielone – w odcieniach, ale bywają też bezbarwne, białe, żółte, czarne i wielobarwne,
- rzadko bywają przezroczyste,
- mają szklisty połysk i najczęściej muszlowy przełam,
- twardość w skali Mohsa wynosi około 5,5,
- gęstość waha się od 2,21 do 2,96 g/cm³,
- masa rzadko przekracza 300 g, lecz zdarzają się kilkukilogramowe,
- wiek określa się metodami radiometrycznymi: najstarsze mają 34 mln lat, najmłodsze 0,75 – 2 mln lat.

## Najbardziej znane tektyty
Mołdawit – występuje w Czechach nad Wełtawą; australit, jawait, filipinit, indochinit, tajlandyt, bilintonit, irgizyt, bediasyt, georgianit, iworyt, rizalit, Muong Nong, bediazyt, zhamanshinit, szkliwo Pustyni Libijskiej.
Do tektytów zalicza się niekiedy queenstownit i lechatelieryt.

## Zastosowanie
- mają duże znaczenie kolekcjonerskie
- znaczenie naukowe
- poszukiwane i wysoko cenione[przez kogo?] kamienie ozdobne i jubilerskie.

Tektyty należą do najbardziej „suchych” materiałów znanych nauce, gdyż zawartość wody związanej w strukturze krystalicznej wynosi tylko około 0,005%.